# Hogansville
Hogansville è una città degli Stati Uniti d'America, situata in Georgia, nella Contea di Troup.